# Rockvale
Pour les articles homonymes, voir Rockvale (homonymie).
Rockvale est une ville américaine située dans le comté de Fremont dans le Colorado.

## Démographie
Selon le recensement de 2010, Rockvale compte 487 habitants. La municipalité s'étend sur 1,92 milles carrés (4,97 km2).
| 1900 | 1910  | 1920  | 1930 | 1940 | 1950 |
| ---- | ----- | ----- | ---- | ---- | ---- |
| 870  | 1 413 | 1 249 | 710  | 575  | 380  |

| 1960 | 1970 | 1980 | 1990 | 2000 | 2010 |
| ---- | ---- | ---- | ---- | ---- | ---- |
| 413  | 359  | 338  | 321  | 426  | 487  |